# Siegfried Schürenberg
Siegfried Schürenberg (de son vrai nom Siegfried Wittig, né le 12 janvier 1900 à Detmold, mort le 31 août 1993 à Berlin) est un acteur allemand.

## Biographie
Il vient d'une famille d'artistes : son père est acteur, sa mère chanteuse d'opéra. Il veut d'abord étudier la médecine puis prend des cours d'art dramatique à Berlin. Il est l'un des derniers acteurs formés par Max Reinhardt. Il fait ses débuts à Słupsk puis obtient des engagements à Bonn, Berlin, Vienne, Hambourg et Zurich.
Bientôt il commence au cinéma et a de grands rôles, le premier en 1934 dans celui d'un scientifique fou dans Der Herr der Welt. Trois ans après, il joue dans le polar On a tué Sherlock Holmes.
Dans les années 1950 et 1960, malgré sa polyvalence, il joue les figures caricaturales du vieil homme d'autorité comme son rôle le plus célèbre et populaire de Sir John de Scotland Yard. Sur seize films adaptations allemandes de livres d'Edgar Wallace, il joue un chef de la police énergique et un peu maladroit qui, sauf dans Le Château des chiens hurlants, est secondaire dans la résolution de l'intrigue.
Il fait par ailleurs de nombreuses synchronisations de films en allemand, près de 400.
En 1974, il cesse largement sa carrière.

## Filmographie
- 1933 : Der Läufer von Marathon
- 1934 : Der Herr der Welt
- 1934 : Ein Mann will nach Deutschland
- 1934 : Asew / Lockspitzel Asew
- 1935 : Der Kosak und die Nachtigall
- 1935 : Berceuse à l'enfant
- 1935 : Le Haut Commandement (Der höhere Befehl) de Gerhard Lamprecht
- 1936 : Verräter de Karl Ritter
- 1937 : Menschen ohne Vaterland (de)
- 1937 : On a tué Sherlock Holmes
- 1937 : Paramatta, bagne de femmes
- 1938 : Andalusische Nächte
- 1939 : Der grüne Kaiser
- 1939 : Flucht ins Dunkel (de)
- 1939 : Une cause sensationnelle
- 1939 : Le Songe de Madame Butterfly
- 1940 : Fahrt ins Leben
- 1941 : Am Abend auf der Heide
- 1954 : Le Diable noir
- 1955 : Le 20 Juillet
- 1955 : Du mein stilles Tal
- 1955 : Rendez-moi justice
- 1956 : Mein Vater, der Schauspieler
- 1956 : Anastasia, la dernière fille du tsar
- 1956 : Ein Herz kehrt heim
- 1956 : Stresemann
- 1956 : Made in Germany
- 1957 : Glücksritter
- 1957 : Wie ein Sturmwind
- 1957 : L'Inutile Sacrifice (Der Stern von Afrika)
- 1957 : Au revoir Franziska
- 1957 : Le Troisième Sexe
- 1957 : Gejagt bis zum Morgen
- 1957 : Die Schönste (de)
- 1958 : Lilli – ein Mädchen aus der Großstadt (de)
- 1958 : Solange das Herz schlägt
- 1959 : Le Voyage
- 1959 : …und das am Montagmorgen
- 1959 : Et tout le reste n'est que silence
- 1959 : Grand Hôtel
- 1959 : Le Pont
- 1959 : Vieil Heidelberg
- 1960 : Le Vengeur défie Scotland Yard
- 1961 : Das letzte Kapitel (de)
- 1962 : La Porte aux sept serrures
- 1962 : Le Requin harponne Scotland Yard
- 1963 : L'Énigme du serpent noir
- 1963 : Das indische Tuch
- 1964 : L'Attaque du fourgon postal
- 1964 : Docteur Mabuse et le Rayon de la mort de Hugo Fregonese et Victor De Santis :
- 1964 : La Serrure aux treize secrets
- 1964 : Le Défi du Maltais (Der Hexer)
- 1965 : Neues vom Hexer
- 1965 : Le Moine inquiétant (Der unheimliche Mönch)
- 1966 : Le Bossu de Londres
- 1966 : La Planque
- 1967 : Le Plus Vieux Métier du monde
- 1967 : La Main de l'épouvante
- 1967 : Le Moine au fouet (Der Mönch mit der Peitsche)
- 1968 : Le Château des chiens hurlants
- 1969 : Les Cancres des premiers bancs (Klassenkeile)
- 1969 : Herzblatt oder Wie sag ich’s meiner Tochter?
- 1970 : Das gelbe Haus am Pinnasberg
- 1970 : Quand les profs s'envolent
- 1970 : Ces messieurs aux gilets blancs
- 1970 : Musik, Musik – da wackelt die Penne (de)
- 1971 : Wer zuletzt lacht, lacht am besten (de)
- 1971 : Le Diable vint d'Akasava (Der Teufel kam aus Akasava)
- 1971 : La Morte de la Tamise
- 1971 : X 312 - Vol pour l'enfer (lb)
- 1971 : Bleib sauber, Liebling (de)
- 1972 : Der Todesrächer von Soho
- 1974 : Als Mutter streikte